# ایکالاماوونی
ایکالاماوونی (به لاتین: Ikalamavony) یک منطقهٔ مسکونی در ماداگاسکار است که در ایکالاماونی واقع شده‌است. ایکالاماوونی ۱٬۲۲۵ کیلومتر مربع مساحت و ۳۵٬۱۱۴ نفر جمعیت دارد و ۷۹۹ متر بالاتر از سطح دریا واقع شده‌است.